# Arjan Dodaj
Mons. Arjan Dodaj (* 21. ledna 1977 Laç) je albánský římskokatolický duchovní a arcibiskup Tirany-Drače.

## Život
Narodil se 21. ledna 1977 v Laçi. Základní a střední vzdělání získal v rodném městě. Roku 1993 emigroval do Itálie, kde se usadil v Cuneu.
Studoval na Papežském ateneu Regina Apostolorum, kde získal bakalářský titul z teologie a filosofie. Kněžské svěcení získal 11. května 2003 z rukou papeže Jana Pavla II. Byl inkardinován do diecéze Řím a stal se členem Kněžského bratrstva synů Kříže.
Po vysvěcení se stal farním vikářem farnosti svatého Dominika v Římě. Následující rok byl jmenován vice-rektorem kostela San Giovanni della Malva a kaplanem albánské komunity. Působil také ve farnosti svatého archanděla Rafaela.
Roku 2017 byl uvolněn z diecéze Řím jako misionář a poslán do arcidiecéze Tirana-Drač. Zde se stal generálním vikářem a knězem farnosti Neposkvrněného Srdce Panny Marie v Gramëz. Byl sekretářem adjunktem biskupské konference a generálním sekretářem diecézního synodu.
Dne 9. dubna 2020 jej papež František jmenoval pomocným biskupem arcidiecéze Tirana-Drač a titulárním biskupem z Lestrony. Biskupské svěcení přijal 15. září 2020. Hlavním světitelem byl arcibiskup George Anthony Frendo a spolusvětiteli arcibiskup Charles John Brown a biskup Gianpiero Palmieri.
Dne 30. listopadu 2021 byl ustanoven arcibiskupem Tirany-Drače.